# Liste der denkmalgeschützten Objekte in Klagenfurt am Wörthersee-Ehrenthal
Die Liste der denkmalgeschützten Objekte in Klagenfurt am Wörthersee-Ehrenthal enthält die 8 denkmalgeschützten, unbeweglichen Objekte der Katastralgemeinde Ehrenthal der Gemeinde Klagenfurt am Wörthersee.

## Denkmäler
| Foto |                 | Denkmal                                                                          | Standort                                           | Beschreibung | Metadaten |
| ---- | --------------- | -------------------------------------------------------------------------------- | -------------------------------------------------- | --- | --- |
| ja   | Datei hochladen | Schloss Annabichl mit Terrassengarten HERIS-ID: 35761 Objekt-ID: 34559           | Alleegasse 40 Standort KG: Ehrenthal               | Das Schloss wurde 1582 gebaut und im 17. Jahrhundert aufgestockt. Der dreigeschoßige Bau hat Stuckfassaden und einige Stuckdecken im ersten Obergeschoß. Vor dem Schloss steht eine kleine spätbarocke Kapelle. Der Park geht auf einen Terrassengarten aus der Bauzeit zurück und wurde spätbarock umgestaltet. | BDA-Hist.: Q2240044 Status: Bescheid Stand der BDA-Liste: 2025-06-30 Name: Schloss Annabichl mit Terrassengarten GstNr.: 254, 255, 259, .22/1, .22/2 Schloss Annabichl                     |
| ja   | Datei hochladen | Mauerspeicher HERIS-ID: 46349 Objekt-ID: 48230                                   | Berthold-Schwarz-Straße 130 Standort KG: Ehrenthal | Der aus dem Edlingerhof hervorgegangene gotische Mauerspeicher aus der Wende 15./16. Jahrhundert mit Kreuzgratgewölben im südwestlichen Innenraum wurde 18./19. Jahrhundert um einen nordöstlichen Anbau ergänzt. 1998 Restaurierung. Adaptierung für Wohnzwecke geplant. | BDA-Hist.: Q38020755 Status: Bescheid Stand der BDA-Liste: 2025-06-30 Name: Mauerspeicher GstNr.: 89/4 Gotischer Mauerspeicher, Klagenfurt-Tessendorf                                      |
| ja   | Datei hochladen | Städtischer Kindergarten und Hort HERIS-ID: 54053 Objekt-ID: 62179               | Ehrentaler Straße 24 Standort KG: Ehrenthal        | Der städtische Kindergarten wurde 1931 nach Plänen von F. L. Freyer errichtet. | BDA-Hist.: Q38059555 Status: § 2a Stand der BDA-Liste: 2025-06-30 Name: Städtischer Kindergarten und Hort GstNr.: .212 Klagenfurt, Ehrentaler Straße 24                                    |
| ja   | Datei hochladen | Schloss Ehrenthal HERIS-ID: 4502 Objekt-ID: 347                                  | Ehrentaler Straße 119 Standort KG: Ehrenthal       | Das Schloss ist ein stattlicher langgestreckter Bau aus dem 17. Jahrhundert. Die Fassadengliederung (Pilaster, Fensterbekrönungen) stammt von Max Pittner von 1760. Im ersten Stock sind zwei große Räume mit Deckenstuck. Die heute profanierte Schlosskapelle wurde 1777 erwähnt. | BDA-Hist.: Q1787090 Status: Bescheid Stand der BDA-Liste: 2025-06-30 Name: Schloss Ehrenthal GstNr.: 343/1 Schloss Ehrenthal, Klagenfurt                                                   |
| ja   | Datei hochladen | Ehem. Stadel des Schlosses Ehrenthal HERIS-ID: 4503 Objekt-ID: 348               | Ehrentaler Straße 114 Standort KG: Ehrenthal       | Das Wirtschaftsgebäude des Schlosses Ehrenthal wurde 1988 als Landwirtschaftsmuseum adaptiert. | BDA-Hist.: Q37967993 Status: Bescheid Stand der BDA-Liste: 2025-06-30 Name: Ehem. Stadel des Schlosses Ehrenthal GstNr.: .37/1 Stadel Schloss Ehrenthal                                    |
| ja   | Datei hochladen | Schloss Ehrenhausen HERIS-ID: 35763 Objekt-ID: 34561                             | Suppanstraße 69 Standort KG: Ehrenthal             | Das Schloss ist ein mehrteiliger Gebäudekomplex: Der würfelförmige Südosttrakt mit zwiebelgekröntem Kapellenturm wurde im 16. Jahrhundert errichtet. Der dreigeschoßige Haupttrakt im Westen mit Erkern stammt aus dem 17. Jahrhundert und hat Ochsenaugenfenster im ehemaligen Speichergeschoß. Im 20. Jahrhundert wurde das Nordgebäude für Industriezwecke errichtet.                                                                   | BDA-Hist.: Q2240761 Status: Bescheid Stand der BDA-Liste: 2025-06-30 Name: Schloss Ehrenhausen GstNr.: .55 Schloss Ehrenhausen, Klagenfurt                                                 |
| ja   | Datei hochladen | Kath. Filialkirche hl. Bartholomäus HERIS-ID: 57829 Objekt-ID: 68130             | bei Tessendorfer Straße 120 Standort KG: Ehrenthal | Kleine, isoliert stehende, vermutlich aus dem 12. Jahrhundert stammende Kirche, seit 1947 Filiale der Pfarre Annabichl. 1996 Innenfärbelung. Romanische Anlage mit gedrungenem westlichem Vorhallenturm von 1892 mit architektonischer Durchgliederung, Spitzhelm und rundbogigen Schallfenstern; östliche niedrige romanische Rundapsis mit gotischen Fenstern, am Langhaus barocke Fensterausbrüche, nördlicher späterer Sakristeianbau. | BDA-Hist.: Q38078924 Status: § 2a Stand der BDA-Liste: 2025-06-30 Name: Kath. Filialkirche hl. Bartholomäus GstNr.: .8 Filialkirche hl. Bartholomäus, Klagenfurt-Tessendorf                |
| ja   | Datei hochladen | Kath. Pfarrkirche Zum Kostbaren Blut, Annabichl HERIS-ID: 54052 Objekt-ID: 62178 | bei Thomas-Schmid-Gasse 10 Standort KG: Ehrenthal  | Die heutige Kirche entstand 1964/65 durch den Ausbau einer 1928 errichteten Notkirche. Zur Einrichtung gehören ein großes Kruzifix aus dem 17. Jahrhundert, barocke Engelfiguren, und eine qualitätsvolle Schnitzfigurengruppe von Anton Artl von 1760. | BDA-Hist.: Q38059544 Status: § 2a Stand der BDA-Liste: 2025-06-30 Name: Kath. Pfarrkirche Zum Kostbaren Blut, Annabichl GstNr.: .96/2 Pfarrkirche Zum Kostbaren Blut, Klagenfurt-Annabichl |